# إيرني يونغ
إيرني يونغ (بالإنجليزية: Ernie Young)‏ (1 يناير 1892 بسندرلاند في المملكة المتحدة - 1 يناير 1962 بسندرلاند في المملكة المتحدة) هو لاعب كرة قدم بريطاني (وحمل سابقاً جنسية المملكة المتحدة لبريطانيا العظمى وأيرلندا) في مركز الهجوم. لعب مع دورهام سيتي ‏ ونادي ساوث شيلدز ‏.